# Team Viborg
Team Viborg er en dansk fodboldklub fra bydelen Liseborg i Viborg, som spiller i landets næstbedste liga, 1. division. Klubben har udelukkende kvinde- og pigehold, og spiller under Søndermarkens Idræts Klubs licens.

## Historie
Klubben blev etableret i 2001 som en fusion af dame-afdelingerne i Søndermarkens Idræts Klub (SIK), Viborg FF og Houlkær IF. Den nye klubs formål var at samle talentudviklingen af damespillere i Viborg ét sted, samt at etablere sig i landets bedste række, Elitedivisionen. Klubbens førstehold skulle træne og spille på Viborg FF's anlæg, imens Liseborgcentret skulle huse juniorholdene, og klubbens 2. hold skulle holde til i Houlkær.
I 2010 vandt Team Viborg DM i futsal med en finalesejr over hjemmeholdet fra KoldingQ.
Efter en del problemer imellem de tre involverede klubber, valgte man i foråret 2011 at opløse fusionen med virkning fra 30. juni 2011. Det blev besluttet at Søndermarkens IK skulle drive Team Viborg videre under deres licens. Den 18. maj 2011 blev der stiftet en ny forening med navnet "Team Viborg", da SIK ikke måtte spille under andet navn end SIK jf. DBU Jyllands reglement. Derefter fik holdet base og hjemmebane ved Liseborgcentret.

### Sæson 2011/12
Team Viborg spillede sig i efteråret 2011 til semifinalen i Landspokalturnering. Her skulle holdet møde Boldklubben Skjold fra 1. division over to kampe i april 2012 om en plads i finalen, der skulle spilles i Parken på Kristi himmelfartsdag senere på året. Efter nederlag på 2-4 på hjemmebane og 0-2 i returkampen gik holdet fra Viborg glip af finalen.
I 3F Ligaen endte klubben på næstsidste pladsen med tre sejre og fem uafgjorte i 18 kampe. Den 19. maj 2012 blev en af klubbens kampe for første gang vist direkte på tv, da Kanal Sport havde valgt at transmittere fra Viborg. Dette skete da klubben mødte SønderjyskE i kvalifikationsspillet, og man havde i den forbindelse valgt at flytte kampen fra Liseborgcentret til Viborg Stadion. Efter fem kampe i kvalifikationsspillet lykkedes det ikke for klubben at blive i landets bedste række, da det kun blev til to sejre, og dermed manglede to point op til Taastrup FC på den rigtige side af stregen.

### Sæson 2012/13
For første gang siden sæsonen 2007/08 skulle klubben spille i landets anden bedste liga, 1. division. Her blev det til en 2. plads i ligaen, og man kom dermed i slutspillet om oprykning. Team Viborg endte sidst i puljen efter fire nederlag, én uafgjort og blot en enkelt sejr.

## Placeringer
| Sæson   |        | Pos. | Kampe | V  | U | T  | MF | MI | Point | Cup        | Noter[8]                      |
| ------- | ------ | ---- | ----- | -- | - | -- | -- | -- | ----- | ---------- | ----------------------------- |
| 2003-04 | 1. div | -    | -     | -  | - | -  | -  | -  | -     |            | Oprykning til Elitedivisionen |
| 2004-05 | Elite  | 7    | 21    | 3  | 2 | 16 | 15 | 75 | 11    |            |                               |
| 2005-06 | 3F-L   | 6    | 21    | 5  | 2 | 14 | 15 | 46 | 17    |            |                               |
| 2006-07 | 3F-L   | 8    | 21    | 3  | 1 | 17 | 11 | 81 | 10    |            |                               |
| 2007-08 | 3F-L   | 10   | 18    | 2  | 1 | 15 | 13 | 68 | 7     |            | Nedrykning til 1. division    |
| 2008-09 | 1. div | -    | -     | -  | - | -  | -  | -  | -     |            | Oprykning til 3F Ligaen       |
| 2009-10 | 3F-L   | 6    | 18    | 6  | 2 | 10 | 27 | 59 | 20    | -          |                               |
| 2010-11 | 3F-L   | 7    | 18    | 5  | 1 | 12 | 35 | 70 | 16    | -          |                               |
| 2011-12 | 3F-L   | 9    | 18    | 3  | 5 | 10 | 20 | 50 | 14    | Semifinale | Nedrykning til 1. division    |
| 2012-13 | 1. div | 2    | 18    | 12 | 5 | 1  | 44 | 18 | 41    |            | Endte sidst i slutspil        |
| 2013-14 | 1. div |      | -     | -  | - | -  | -  | -  | -     | 5. runde   |                               |